# Ben Blaskovic

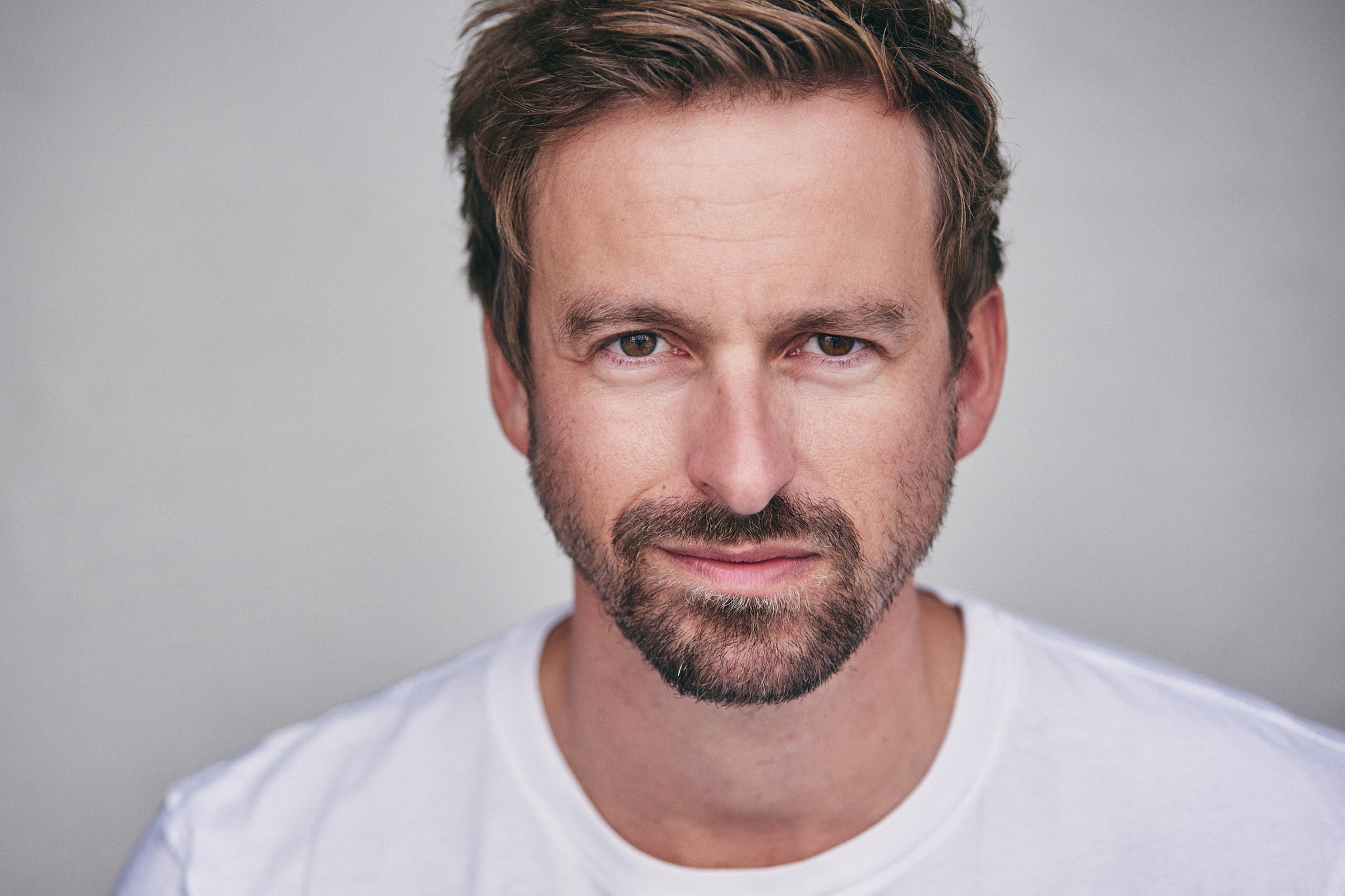
Ben Blaskovic im November 2022

Benedikt „Ben“ Blaskovic (* 14. November 1988 in Tegernsee) ist ein deutscher Schauspieler, Filmproduzent, Regisseur und Musiker.

## Leben
Blaskovic wuchs in Schliersee auf. Er besuchte das Gymnasium Miesbach, wo er sein Abitur ablegte. Während seiner Schulzeit spielte er im Orchester des Freien Landestheaters Bayern. Er spielte während seiner Schulzeit auch Schlagzeug bei der Indie-Rock-Band Steep, verließ die Band aber 2012, um sich ganz auf seine Schauspielkarriere konzentrieren zu können. Seine Schauspielausbildung absolvierte er in den Vereinigten Staaten und in Deutschland.
Seit 2009 wirkte Blaskovic regelmäßig bei Film- und Fernsehproduktionen mit; außerdem spielte er Hauptrollen und Nebenrollen in über 30 Kurzfilmen. 2011 war er in dem Spielfilm Frankfurt Coincidences zu sehen. Er verkörperte Erik, einen Deutschen, der ein Verhältnis mit der Türkin Najila hat, von dem ihr Vater, ein Obstladenbesitzer, nichts wissen darf. Der Film wurde 2011 auf dem Filmfest München erstmals gezeigt und kam 2012 in die deutschen Kinos.
Es folgten zunächst einige kleinere Episodenrollen u. a. in den Fernsehserien SOKO 5113 (2011) und Dahoam is Dahoam (2012). In der ZDF-Serie Die Rosenheim-Cops war er 2013 in einer Episodenrolle als Hofknecht Xaver Kömmerling zu sehen. Für das ZDF spielte Blaskovic im Sommer 2013, neben Ulrike Folkerts und Filip Peeters, eine der Hauptrollen in dem 2014 erstausgestrahlten ZDF-Herzkino-Film Ein Sommer in Amsterdam. 2014 übernahm er eine wiederkehrende Serienrolle in der 7. Staffel der ZDF-Serie Der Bergdoktor, in der er den attraktiven Referendar für Deutsch und Geschichte Michael Tanner und „Love Interest“ der jungen 17-jährigen Rollenfigur Lilli Gruber spielte. In der Fernsehserie Letzte Spur Berlin (2015) hatte Blaskovic eine Episodenhauptrolle als militanter Tierschützer und Anführer der „Animal Soldiers“.
Von Januar 2016 bis November 2019 war Blaskovic in der ZDF-Serie Die Rosenheim-Cops in einer durchgehenden Serienhauptrolle zu sehen. Er spielte den Controller Andreas „Andi“ Lorenz. Im Oktober 2018 gab Blaskovic bekannt, dass er Ende November 2018 nach den Dreharbeiten zur 19. Staffel aus der Serie aussteigt, um seine „Karriere internationaler auszurichten“.
In der ZDF-Fernsehreihe Das Traumschiff hatte er in der im Januar 2017 ausgestrahlten Kuba-Episode eine Hauptrolle als zukünftiger Bräutigam Niels Weber, der mit zwei Freunden seinen Junggesellenabschied feiert. Im November 2017 war Blaskovic in der ZDF-Serie SOKO München als tatverdächtiger Hausmann und junger Vater, der einen erfolgreichen Blog mit Internet-Challenges für „echte Männer“ betreibt, zu sehen. In der Rosamunde Pilcher-Verfilmung Wenn Fische lächeln (Erstausstrahlung: November 2017) war er, in der männlichen Hauptrolle, der Landarzt Dr. Ray Kincaide, die Jugendliebe der Anwältin Liz (Friederike Ott), der weiblichen Hauptfigur des Films. In der 11. Staffel der ZDF-Serie Der Bergdoktor (2018) spielte Blaskovic den Schreiner Anton Kerschbaumer, der als junger Mann nach einem Waldfest ein 16-jähriges Mädchen vergewaltigt hat. In der RTL-Arztserie Lifelines, deren Erstausstrahlung im Mai 2018 begann, verkörperte Blaskovic in einer durchgehenden Serienrolle Tobias Rode, den erfolglosen Bruder der männlichen Hauptfigur (Jan Hartmann).
In der 10. und 11. Staffel der TV-Serie Die Bergretter (2018/2019) übernahm er jeweils eine dramatische Episodenhauptrolle als junger besorgter Vater einer schwerkranken Tochter und späterer Ballonführer Lukas Ferber, der sich an einem Apotheker rächen will, von dem er denkt, dass dieser für den Tod seiner kleinen Tochter verantwortlich ist. In der 22. Staffel der TV-Serie In aller Freundschaft (2019) spielte Blaskovic einen HIV-infizierten Werbegrafiker und Patienten, der sich über eine Dating-App in eine junge Frau verliebt. In der Weihnachtsfolge der ZDF-Fernsehreihe Kreuzfahrt ins Glück (Dezember 2019) spielte Blaskovic, an der Seite von Sarah Alles, den jungen Lehrer und Vater Tobias, der erfährt, dass er nicht der leibliche Vater des Kindes seiner Traumfrau ist und ihm möglicherweise ein „Kuckuckskind“ untergeschoben wurde. Im 7. Film der ARD-Krimireihe Der Kroatien-Krimi (Erstausstrahlung: März 2020) spielte Blaskovic eine der Episodenrollen als Mädchenhändler und Zuhälter Petar Mornar.
Gelegentlich spielte Blaskovic auch Theater. 2010 trat er am Teamtheater München in der englischsprachigen Produktion Savage in Limbo auf. Außerdem wirkte er bundesweit bei interaktiven Krimidinner-Konzepten mit.   
Blaskovic ist auch als Musiker tätig. Im Juli 2017 trat er als Singer-Songwriter beim Münchner Tollwood-Sommerfestival auf.
Blaskovic ist außerdem passionierter Bergkletterer, Segler und Surfer. Anfang 2018 gründete er seine eigene Sportevent-Firma. Er lebt in München, am Tegernsee und in Berlin.

## Filmografie (Auswahl)
- 2011: Harms (Kinofilm)
- 2011: Frankfurt Coincidences (Kinofilm)
- 2011: Stadtgeflüster – Sex nach Fünf (Fernsehfilm)
- 2011: SOKO 5113 (Fernsehserie, Folge: Das Blut der Ballerina)
- 2012: Schafkopf (Fernsehserie, Folge: Der Bischof kommt)
- 2013: Die Rosenheim-Cops (Fernsehserie, Folge: Ein Schnaps und eine Leiche, Episodenrolle)
- 2013: Familie Sonntag auf Abwegen (Fernsehfilm)
- 2014: Der Bergdoktor (Fernsehserie, Serienrolle, 3 Folgen)
- 2014: Heiter bis tödlich: Hubert und Staller (Fernsehserie, Folge: Spiel mir das Lied vom Tod)
- 2014: Die Hebamme (Fernsehfilm)
- 2014: Ein Sommer in Amsterdam (Fernsehfilm)
- 2014: Seitensprung (Fernsehfilm)
- 2015: Heiter bis tödlich: Morden im Norden (Fernsehserie, Folge: Die Teufelsinsel)
- 2015: SOKO Köln (Fernsehserie, Folge: Partitur eines Todes)
- 2015: Letzte Spur Berlin (Fernsehserie, Folge: Allesfresser)
- 2015: Der Komödienstadel: Agent Alois (Fernsehreihe, Theateraufzeichnung)
- 2016–2019: Die Rosenheim-Cops (Fernsehserie, Serienhauptrolle)
- 2016: In aller Freundschaft – Die jungen Ärzte (Fernsehserie, Folge: Familienbande)
- 2016: Bergfried (Fernsehfilm)
- 2016: Im Nesseltal (Kinofilm)
- 2017: Das Traumschiff – Kuba (Fernsehreihe)
- 2017: One Shot Left (Kinofilm)
- 2017: Sechs Richtige und ich (Fernsehfilm)
- 2017: Die Chefin (Fernsehserie, Folge: Prager Kristalle)
- 2017: SOKO München (Fernsehserie, Folge: Wann ist ein Mann ein Mann?)
- 2017: Rosamunde Pilcher: Wenn Fische lächeln (Fernsehreihe)
- 2017: Heldt (Fernsehserie, Folge: Die Dinos sind los)
- 2018: Hubert und Staller (Fernsehserie, Folge: Zu gut für diese Welt)
- 2018: Der Bergdoktor: (Fernsehserie, Folge: Versehrte Seelen, Episodenrolle)
- 2018: SOKO Kitzbühel (Fernsehserie, Folge: Rolling Gams)
- seit 2018: Lifelines (Fernsehserie)
- 2018: Die Bergretter (Fernsehserie, Folge: Letzte Hoffnung)
- 2019: Der Staatsanwalt (Fernsehserie, Folge: Rätselhafter Überfall)
- 2019: In aller Freundschaft (Fernsehserie, Folge: Blind Date)
- 2019: Frau Mutter Tier (Kinofilm)
- 2019: Dr. Klein (Fernsehserie, Folge: Phantomschmerzen)
- 2019: Watzmann ermittelt (Fernsehserie, Folge Der Tote von der Bobbahn)
- 2019: Verliebt auf Island (Fernsehfilm)
- 2019: Die Bergretter (Fernsehserie, Folge: Über den Wolken)
- 2019: Kreuzfahrt ins Glück – Hochzeitsreise in die Normandie (Fernsehreihe)
- 2020: SOKO Köln (Fernsehserie, Folge: Schwarzes Schaf)
- 2020: Der Kroatien-Krimi: Tote Mädchen (Fernsehreihe)
- 2021: Inga Lindström: Wilde Zeiten (Fernsehreihe)
- 2021: Servus, Schwiegermutter! (Fernsehfilm)
- seit 2022: Watzmann ermittelt (Fernsehserie)
- 2023: Lena Lorenz: Lügenbaby (Fernsehreihe)
- 2023: Inga Lindström: Die Süße des Lebens (Fernsehreihe)
- 2023: In aller Freundschaft – Die jungen Ärzte (Fernsehserie, Folge: Bündnis)
- 2023: Das Traumschiff – Utah (Fernsehreihe)
- 2025: Der Bergdoktor: (Fernsehserie, Folge: Ein neuer Mensch, Episodenrolle)